# 国际红十字与红新月运动
国际红十字与红新月运动（法語：Mouvement international de la Croix-Rouge et du Croissant-Rouge）是國際性的人道主义運動，在世界各地拥有大约9,700万名志愿者及工作人員，致力于在武装冲突、自然灾害和其他紧急情况下提供援助和保护。保护人的生命和健康，保障人类尊严，并减轻人类疾苦，不因国籍、种族、宗教信仰、阶级和政治观念而加以任何歧视。
国际红十字与红新月运动有三个组成部分：红十字国际委员会、红十字会与红新月会国际联合会及各国红十字会与红新月会（中文簡稱紅會）。这三个组成部分相对独立，但拥有共同的基本原则、目标、标志和章程。
- 红十字国际委员会是亨利·杜南于1863年在瑞士日内瓦创立的私人人道机构。该委员会共有25名委员，国际人道法赋予该组织独特的权力，保护国际和国内武装冲突受难者的生命和尊严。红十字国际委员会曾在1917年、1944年及1963年三次獲頒諾貝爾和平奬[2]。
- 红十字会与红新月会国际联合会创立于1919年，它负责在运动内部协调191个国家红十字会和红新月会的活动。在国际上，联合会与各国红会密切合作，负责领导和组织应对大规模紧急事件的救援工作。国际联合会的秘书处设于瑞士日内瓦，1963年時曾和红十字国际委员会共同獲得諾貝爾和平奬[2]。
- 世界各国上几乎都有自己的国家红十字会或红新月会。目前，共有191个国家红会得到红十字国际委员会承认并被接纳为联合会正式会员。根据国际人道法原则和国际红十字与红新月运动的章程，每个国家红会在本国开展工作，依据其具体情况和能力，一些国家红会可能会承担一些国际人道法或运动职责并未直接界定的人道工作。在很多国家，国家红会通过提供应急医疗服务而与该国卫生系统关系密切。

## 历史

### 红十字国际委员会

#### 索尔费里诺、亨利·杜南和红十字国际委员会的成立
到19世纪中叶，战地护理仍然缺乏系统性，也没有完善的设施来安置和治疗伤员，更别说提供足够数量的受过适当培训、装备齐全的救援人员。1859年，瑞士商人亨利·杜南前往意大利，与法国皇帝拿破仑三世商谈他在法国占领的阿尔及利亚获得土地特许权时遇到的问题。6月24日，他在索尔费里诺小镇附近目睹了索尔费里诺和圣马蒂诺战役。在这场战斗中，仅一天内就有大约6,000名士兵被杀，约25,000人受伤。严重不足的医疗救助和对伤员的照顾，以及这些士兵的痛苦，使他感到无比震惊，以至于他完全忘记了此行的初衷，而是多日致力于照顾伤员和组织救援行动。在这些经历的影响下，他写了一本书，并于1862年以《索尔费里诺回忆录》为题自费出版，并寄给整个欧洲的政治和军事的重要领袖。在书中，他不仅详细描述了1859年所见所闻，还提议成立志愿救援组织，在和平时期为战时的伤员救助做好准备。此外，他还呼吁签署条约，确保战地伤员、救助人员以及所有相关设施的中立和保护。
1863年2月9日，亨利·杜南在家乡日内瓦与另外四位公民——法学家古斯塔夫·莫尼耶、医生路易斯·阿皮亚和西奥多·毛努瓦尔，以及陆军将军纪尧姆-亨利·杜福尔——共同成立了一个五人委员会，作为日内瓦公益协会的委员会，旨在筹备一次国际会议，以落实他的理念。仅八天后，五位创始成员决定将委员会改名为“国际救援社会联合会委员会”。同年10月26日至29日，在该委员会的倡议下，日内瓦召开了一次国际会议，讨论“如何解决战地医疗服务不足的问题”。
此次会议共有36人参加，其中包括18位各国政府的正式代表、6位来自不同协会和团体的代表、7位非正式的外国与会者以及5位国际委员会成员。会议上，正式代表的国家包括巴登、巴伐利亚、法国、英国、汉诺威、黑森-达姆施塔特、意大利、荷兰、奥地利、普鲁士、俄罗斯、萨克森、瑞典和西班牙。1863年10月29日，会议通过了一系列决议和要求，其中包括：
- 成立国家级战地伤员救援组织
- 确保伤员的中立地位
- 派遣志愿护理人员到战场提供救援
- 组织和举行更多的国际会议
- 引入一种识别和保护标志，即带有红十字的白色臂章

1863年11月，首个国家级组织——符腾堡医学协会——在斯图加特成立，不久之后，奥尔登堡大公国也成立了战伤士兵护理协会。1864年，比利时、普鲁士、丹麦、法国和西班牙等国家也相继成立了类似的救援组织。

#### 1864年至1914年
该组织的首次实战考验是在德丹战争中：1864年4月16日，在杜贝尔防线战役中，首次有救援人员和代表（包括路易斯·阿皮亚和荷兰的查尔斯·范·德·费尔德）以红十字标志参与战斗。早在两个月前，第一次以红十字标志设立的战地医院已经在厄费尔谢战役后成立。
1864年8月8日，瑞士政府在日内瓦委员会的倡议下，邀请各国召开国际会议，以制定保护战地伤员的公约。所有欧洲国家以及美国、巴西和墨西哥都受邀参加，共有16个国家的26名代表出席。1864年8月22日，来自12个国家（巴登、比利时、丹麦、法国、黑森、意大利、荷兰、葡萄牙、普鲁士、西班牙、瑞士和符腾堡）的代表签署了《改进战地伤员待遇公约》（Convention pour l'amélioration du sort des Militaires blessés dans les armées en campagne）。该《日内瓦公约》通过十条条款，规定了医疗车和医院应被视为中立并受到保护，医院中的工作人员被视为中立并享有安全通行权，所有国家的伤员和病员应得到救助和照顾，撤离工作应保持绝对中立，撤离以及医疗车和医院应通过带有红十字的白色旗帜标识。公约第一条规定，未被军事人员看守的医疗车和军事医院应被视为中立，并由所有交战方保护，只要医院内有伤病员存在。
1866年，红十字会在兰根萨尔扎战场上展开了活动。
1867年，九个国家的代表、16个国家红十字会及国际委员会参与了第一次国际红十字会议。同年，由于其在阿尔及利亚业务的严重亏损，亨利·杜南宣布破产并离开日内瓦。古斯塔夫·莫尼耶在1864年已接任国际委员会主席，亨利·杜南随后也被完全排除在委员会之外。在接下来的几年里，几乎所有欧洲国家都成立了国家级红十字会。
1870/71年的德法战争充分展示了红十字会的必要性。普鲁士拥有一支装备良好的红十字会，与普鲁士军队组织紧密合作，这使得普鲁士因病或伤亡的士兵数量低于阵亡人数。而法国则只有一支准备不足的红十字会，导致法国方面因病或伤亡而死去的士兵数量是阵亡人数的三倍。
1871年2月被击退的法国东部军队被瑞士拘留。对87,000名“布尔巴基军”士兵的拘留、供养和医疗照顾，增强了年轻的瑞士联邦国家的自信和认同感。战争也是对1864年成立的国际伤员救援委员会的考验，尽管该委员会财力有限，但有许多志愿者参与。

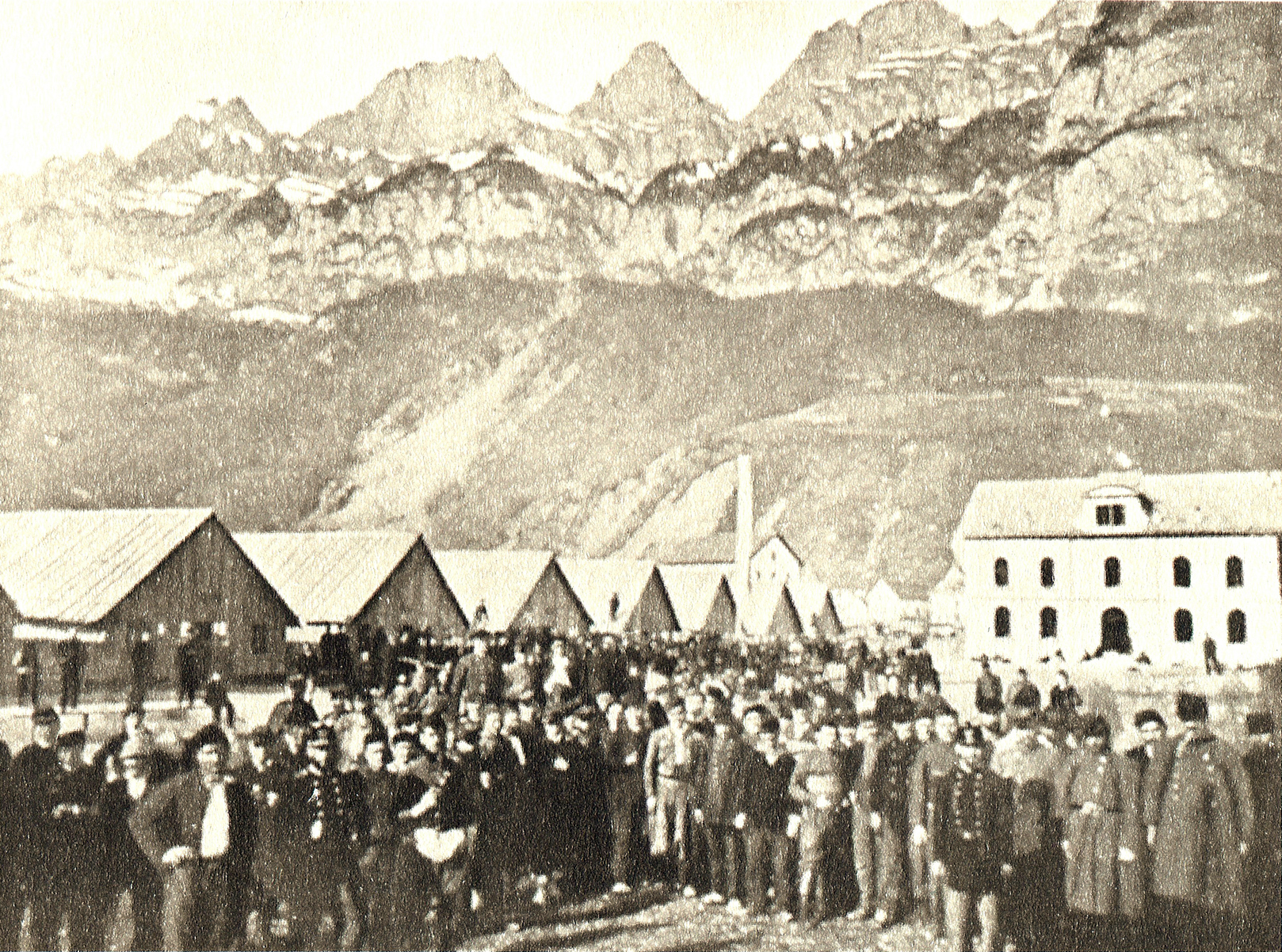
在瑞士瓦伦施塔特被拘留的法国人。

在这场战争中，其他红十字会如俄罗斯、瑞士、爱尔兰和卢森堡首次大规模派遣医生和医务人员参与救援工作。克拉拉·巴顿，后来成为美国红十字会的创始人，也因其在战争中的贡献获得了威廉一世皇帝颁发的铁十字勋章。由于这场战争，原定于1873年在维也纳召开的国际红十字会议未能举行，直到1888年，日内瓦才再次举办此类会议。
1876年，国际委员会更名为红十字国际委员会（法语：Comité international de la Croix-Rouge，英文：International Committee of the Red Cross，ICRC），这一名称至今仍在使用。两年后，红十字国际委员会和一些国家红十字会首次展开了针对平民的救援行动。当时，刚刚成立的土耳其红新月会在1878年巴尔干危机结束时向委员会发出了对难民救援的支持请求。三年后，在克拉拉·巴顿的倡议下，美国红十字会在美国成立。在1898年的美西战争期间，红十字旗帜下的三艘医院船——Moynier号、Red Cross号和State of Texas号——首次在海上武装冲突中投入使用。
到19世纪末，越来越多的国家签署并大体上尊重了日内瓦公约。1901年，亨利·杜南和法国和平主义者弗雷德里克·帕西共同获得了首次颁发的诺贝尔和平奖。委员会在颁奖时向他表示的祝贺，意味着他在经历了34年的等待后，终于获得了对红十字会创立贡献的认可。亨利·杜南在九年后去世，仅在古斯塔夫·莫尼耶去世两个月后。
1906年，第一次日内瓦公约（1864年版）首次进行了修订。在第一次世界大战爆发前的1914年，即第一次日内瓦公约通过五十年后，已有45个国家的红十字会。除了几乎所有欧洲国家和美国，其他地区还包括中南美洲（阿根廷、巴西、智利、古巴、墨西哥、秘鲁、萨尔瓦多、乌拉圭、委内瑞拉）、亚洲（中国、日本、韩国、暹罗）和非洲（南非共和国）。

#### 第一次世界大战期间的红十字国际委员会

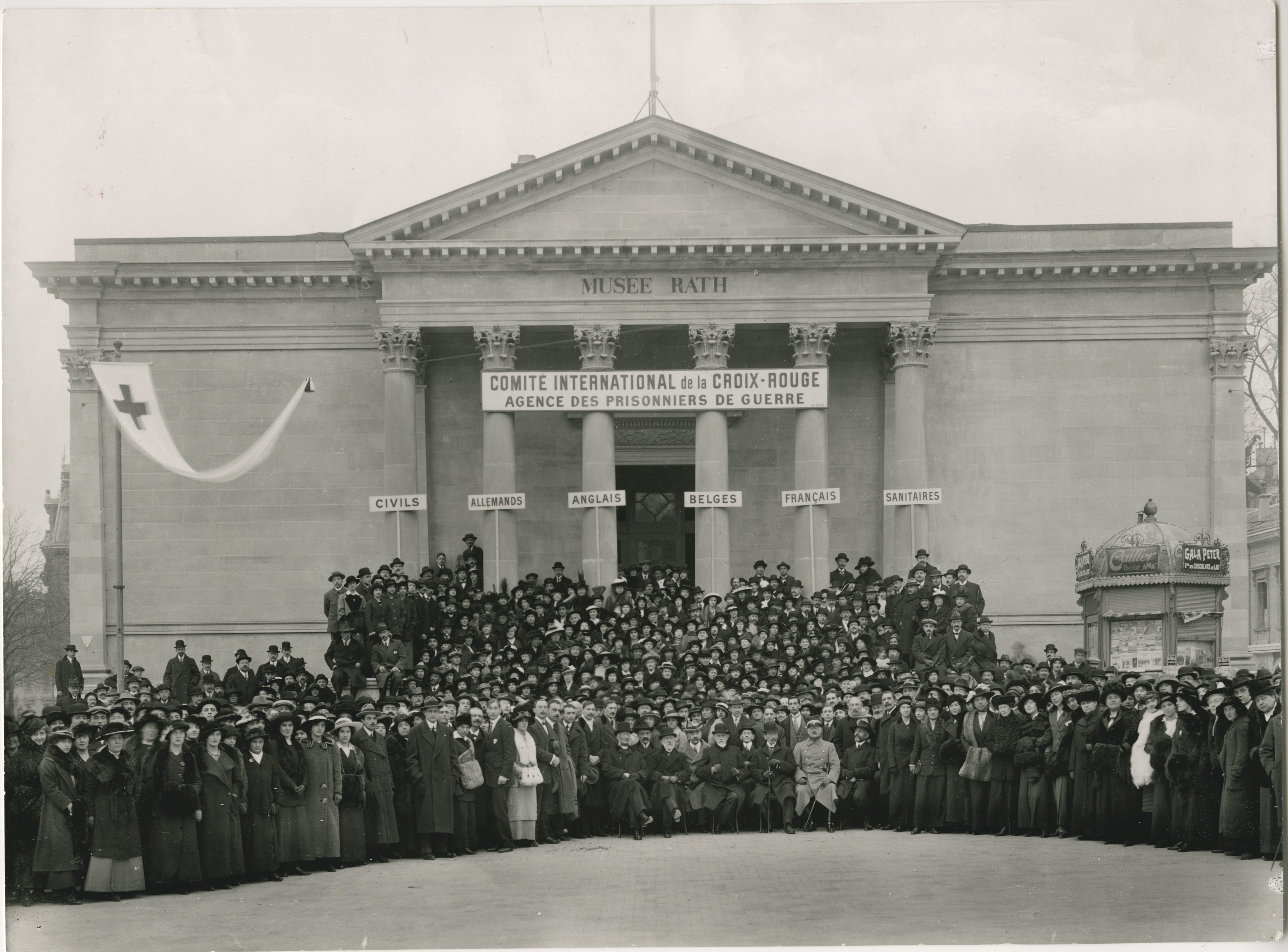
1916年至1918年间拍摄的志愿者在中央机构前的合影。

第一次世界大战给红十字国际委员会带来了巨大的挑战，这些挑战只能通过与各国红十字会的合作来应对。甚至来自美国和日本的红十字会护士也参与到受影响的欧洲国家的医疗服务中。1914年10月15日，战争刚刚开始后不久，红十字国际委员会成立了国际战俘中央机构，到1914年底，该机构已拥有大约1200名主要是志愿者的工作人员，其中之一是法国作家和和平主义者罗曼·罗兰。他在1915年获得诺贝尔文学奖时，将一半的奖金捐赠给了该中央机构。约三分之二的志愿者是年轻女性，其中一些人，如玛格丽特·范·伯彻姆、玛格丽特·克拉默和苏珊·费里尔，升任领导职位，为推动女性在这个由男性主导的组织中的平等地位铺平了道路。

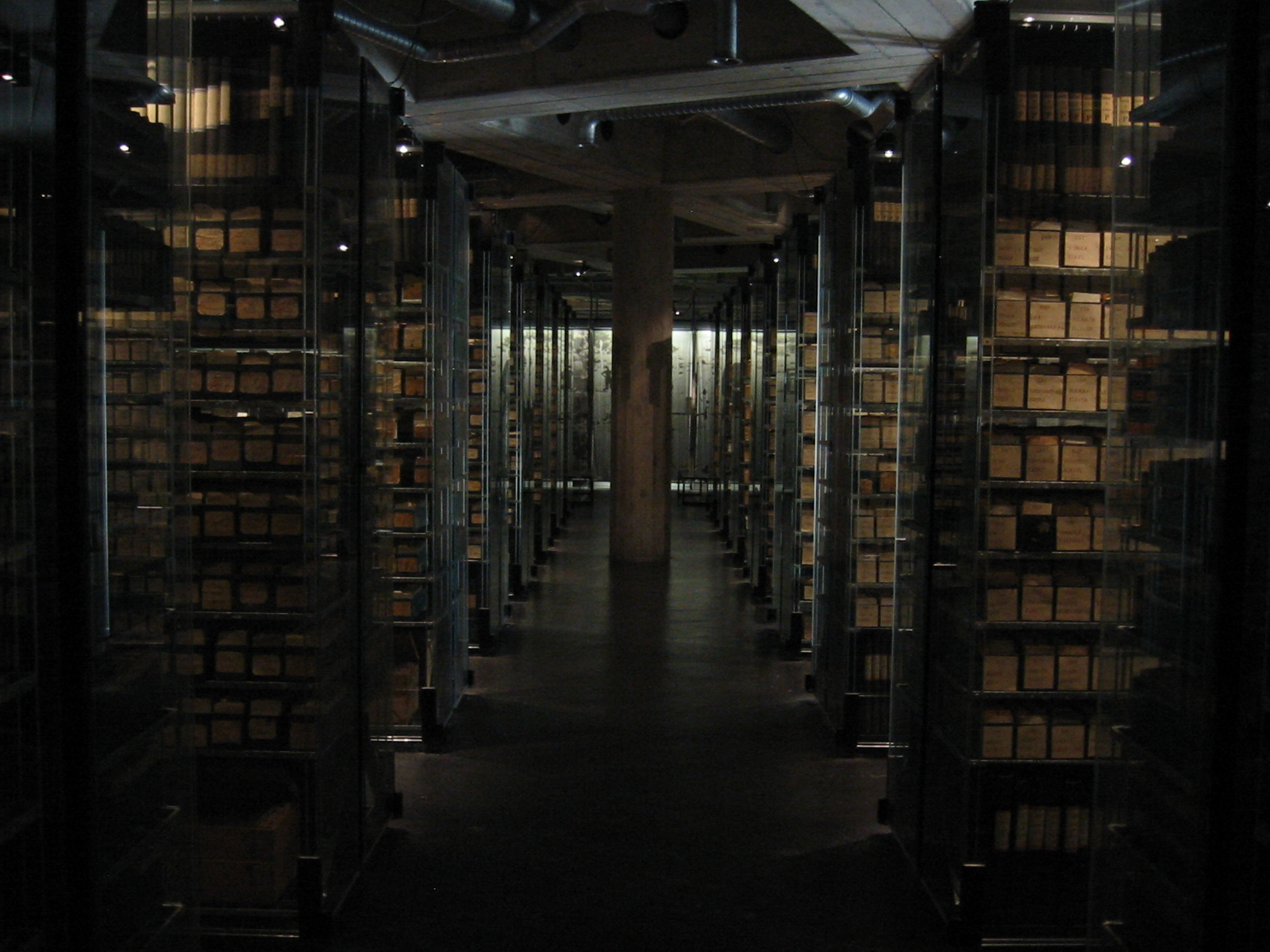
红十字国际委员会（ICRC）关于第一次世界大战（1914-1918年）的战俘登记册，包含约七百万条记录；现展示在瑞士日内瓦国际红十字与红新月博物馆的第六展厅。

从1916年到1919年，战俘中央机构设在拉斯博物馆。在整个战争期间，该机构传递了约2000万封信件和通知，近190万个包裹，以及约1800万瑞士法郎的捐款给所有参战国的战俘。此外，通过中央机构的调解，约有20万名战俘得以交换。中央机构在1914年至1923年间建立的档案库中，包含了约700万张卡片，其中约200万名战俘通过这些档案得到了身份确认，并因此与其家人取得了联系。目前，这些档案作为国际红十字与红新月博物馆的长期借展藏品，展示于日内瓦。然而，档案的查阅仍需由红十字国际委员会授权。
在整个战争期间，红十字国际委员会监督了1906年版《日内瓦公约》的执行情况，并将违反行为的投诉转交给相关国家。此外，红十字国际委员会对第一次世界大战中首次使用的化学武器表示抗议。尽管没有得到《日内瓦公约》的授权，红十字国际委员会也为受战争影响的平民提供了援助，尤其是在被占领的领土上，红十字国际委员会依照具有法律约束力的《海牙陆战法规》开展工作。同样基于《海牙陆战法规》，红十字国际委员会在战俘事务上也采取了行动，包括前述的寻找服务和信息交流，以及对战俘营的探访。整个战争期间，红十字国际委员会的41名代表共访问了全欧洲的524个战俘营。

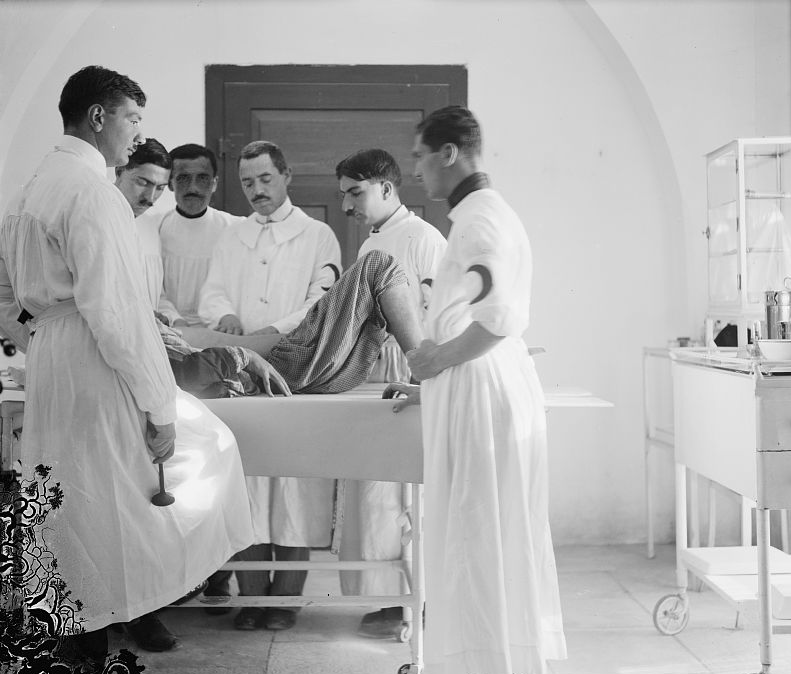
奥斯曼红新月会的医生正在治疗一名受伤的士兵。（1917年，耶路撒冷）

在1916年至1918年间，红十字国际委员会发布了多张明信片，上面展示了其代表访问的战俘营的场景。这些图片通常描绘战俘们日常活动的场景，如分发邮件等。发布这些明信片的目的是为了给战俘的家属带来希望和安慰。战争结束后，红十字国际委员会组织了约42万名战俘的遣返工作。由于在第一次世界大战期间的卓越贡献，红十字国际委员会于1917年获得了诺贝尔和平奖，这是在1914至1918年战争期间唯一颁发的该奖项。
从1920年起，战俘的进一步遣返工作由新成立的国际联盟负责，由其战俘遣返事务高级专员弗里乔夫·南森（Fridtjof Nansen）负责执行。他的职责随后扩展到了帮助和救济战争难民和流离失所者。为了支持这些工作，他选择了红十字国际委员会的两名代表作为他的副手。
1923年，红十字国际委员会决定取消自成立以来只允许日内瓦公民成为会员的规定，将会员资格的限制扩大到所有瑞士公民。
第一次世界大战对国际人道法的直接影响之一是1925年《日内瓦议定书》的通过，该议定书禁止在战争中使用窒息性和有毒气体及细菌武器。此外，1929年，《第一次日内瓦公约》再次进行了修订，并通过了一项新的战俘待遇协定。第一次世界大战的事件及红十字国际委员会的相关活动显著提升了该委员会在国际社会中的声望和权威，并扩大了其职能范围。
早在1934年的国际红十字会议上，就首次通过了一项保护战时平民的公约草案。然而，大多数政府对此并不感兴趣，因此在第二次世界大战开始前，没有召开任何外交会议来正式通过这一公约。

#### 红十字国际委员会与第二次世界大战
在第二次世界大战期间，红十字国际委员会的活动基础是1929年版的《日内瓦公约》。红十字国际委员会在第二次世界大战中的工作重点与第一次世界大战类似，包括监督战俘营、援助平民和提供有关战俘和失踪人员的信息交流。在整个战争期间，共有179名代表在41个国家访问了12,750个战俘营。在战俘中央信息处，约有3,000名工作人员，档案库包含了约4500万张卡片，传递了约1.2亿条信息。
红十字国际委员会在工作中面临的一个重大问题是纳粹时期德国红十字会的全面控制，这导致了与德国红十字会在犹太人驱逐和灭绝营问题上的合作受到严重限制。另一个困难是，苏联和日本这两个主要交战国并未加入1929年的《日内瓦公约关于战俘待遇》。

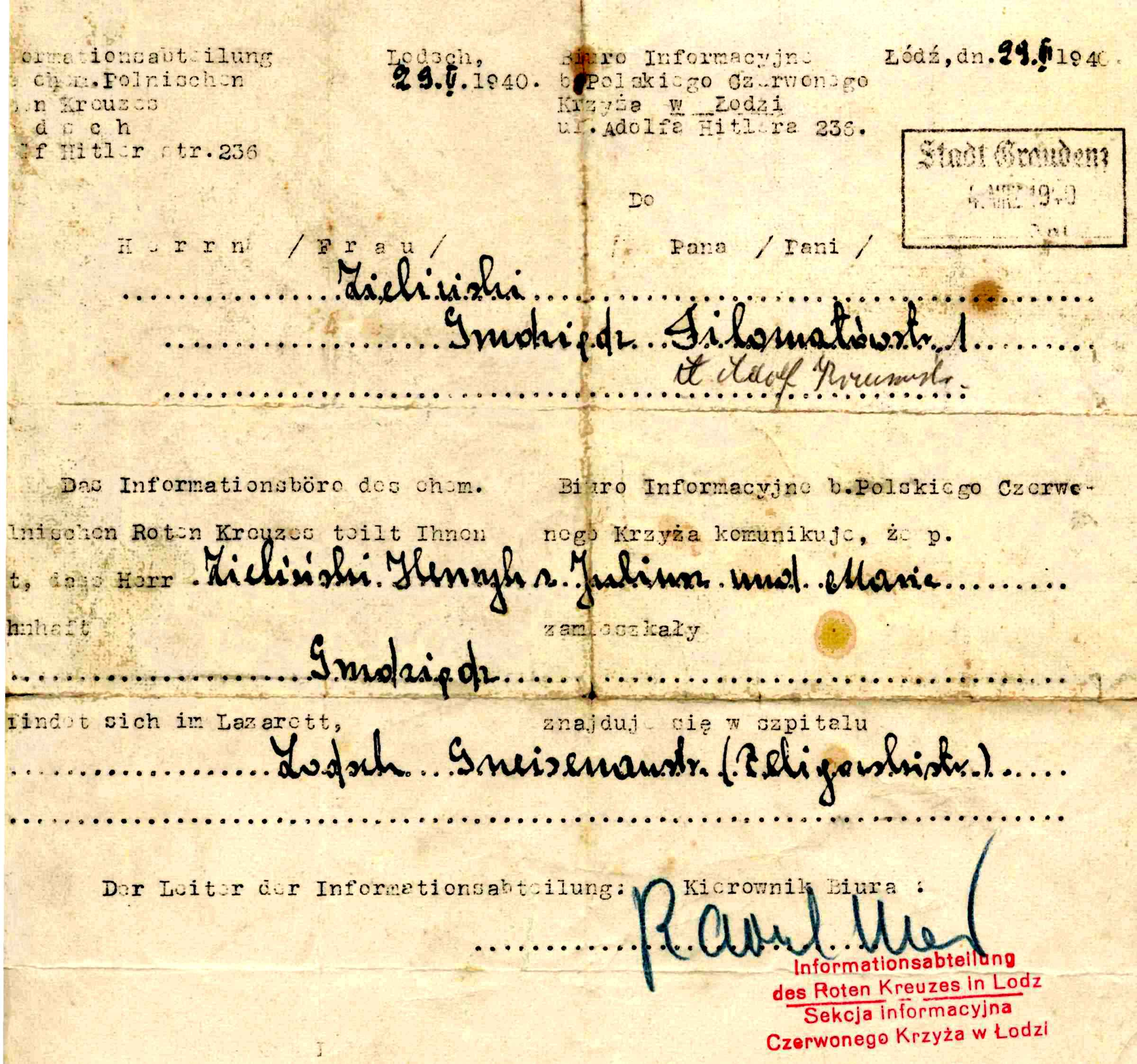
来自波兰罗兹红十字会的通讯，1940年

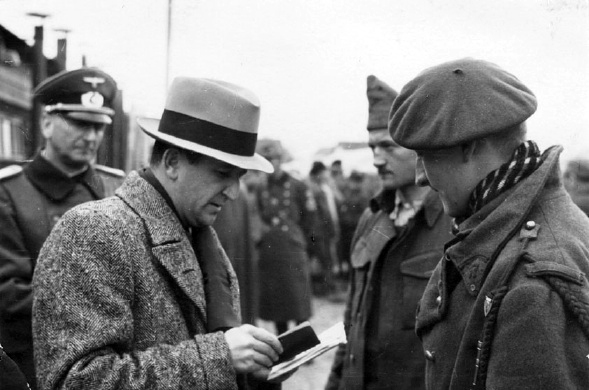
红十字国际委员会代表马塞尔·朱诺在德国探视战俘

在整个战争期间，红十字国际委员会未能说服纳粹当局将集中营内的被拘留者与战俘平等对待。由于担心坚持相关要求可能会危害其对战俘的救助工作以及其国际法赋予的使命，红十字国际委员会选择了不再继续此类努力。出于同样的原因以及可能对中立性的威胁，红十字国际委员会在盟军面前也采取了迟缓和不充分的措施，对纳粹灭绝营和犹太人驱逐的存在知之甚少。另一个因素是当时瑞士政府对红十字国际委员会的影响，以及红十字国际委员会在瑞士政府安全利益指导下的运作。例如，菲利普·埃特（Philipp Etter），1934年至1959年担任瑞士内政部部长，并在1939年、1942年、1947年和1953年担任联邦总统，当时也是红十字国际委员会的成员。瑞士政府在战争期间的重要目标是不惜一切代价保持瑞士的中立性和主权，而瑞士当时完全被轴心国包围。为了避免任何可能冒犯德国或其盟友的行为，这种政策也影响了红十字国际委员会的活动，并在战争结束后被胜利国视为与纳粹的非法合作。
直到1943年11月，红十字国际委员会才被允许向集中营中的囚犯寄送包裹，这些囚犯的姓名和所在位置已为委员会所知且不处于严酷的拘留条件下。通过这些包裹的接收确认，红十字国际委员会成功登记了约105,000名集中营囚犯，并总共寄送了约110万件包裹，主要是向达豪、布痕瓦尔德、拉文斯布吕克和奥兰宁堡-萨克森豪森集中营。1945年3月12日，时任红十字国际委员会主席的卡尔·布尔克哈特（Carl Burckhardt）从SS将军恩斯特·卡尔滕布伦纳（Ernst Kaltenbrunner）那里获得了承诺，红十字国际委员会代表将被允许进入集中营，但前提是这些代表必须在战争结束之前留在营内。十名代表，包括路易斯·赫弗利格（Louis Häfliger，马陶森）、保罗·杜南（Paul Dunant，特雷森施塔特）和维克多·毛雷尔（Victor Maurer，达豪），同意执行这一任务。路易斯·赫弗利格通过个人努力阻止了马陶森集中营的爆破，从而拯救了数千名囚犯的生命。他因此被红十字国际委员会判处，直到1990年才由时任主席科内利奥·索马鲁加（Cornelio Sommaruga）为他恢复名誉。第二次世界大战期间，红十字国际委员会代表弗里德里希·博恩（Friedrich Born）在匈牙利对犹太人群体的援助也十分突出。他通过自己的努力拯救了约11,000至15,000人的生命，并于1987年6月5日被追授为以色列大屠杀纪念馆雅德瓦谢姆（Yad Vashem）的“世界正义者”。另一位著名的红十字国际委员会代表是日内瓦医生马塞尔·朱诺（Marcel Junod），他在其著作《战线两侧的战士》中详细描述了他的经历。

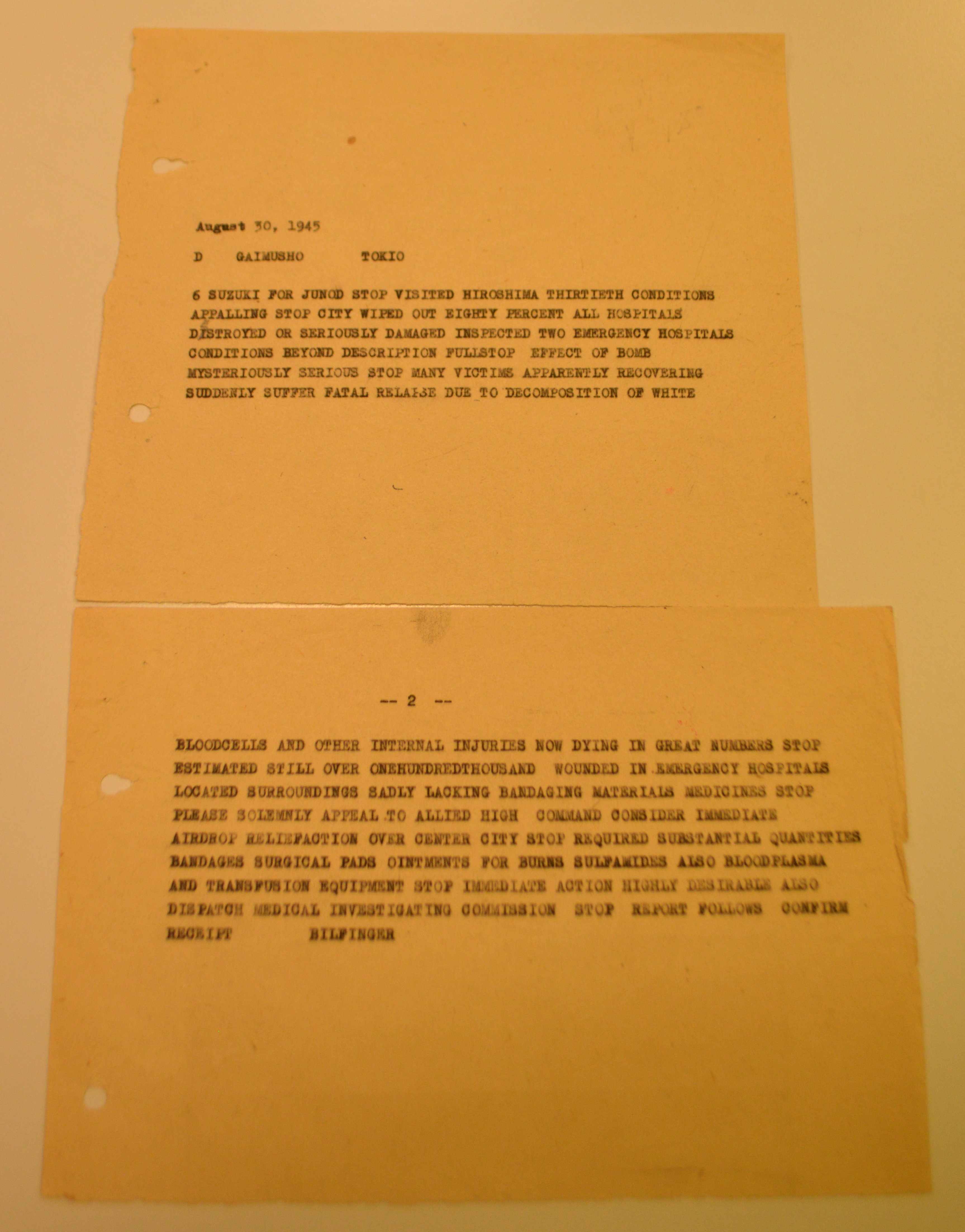
1945 年 8 月 30 日，红十字国际委员会代表弗里茨·比尔芬格从广岛发给朱诺的电报，描述了三周前原子弹爆炸造成的毁灭性后果。

1944年，红十字国际委员会再次获得了自战争开始以来未颁发的诺贝尔和平奖。战争结束后，红十字国际委员会与多个国家红十字会合作，组织了对战争受影响国家的援助行动。在德国，这些工作主要由瑞典红十字会在福尔克·伯纳多特（Folke Bernadotte）的领导下进行。其他重要的援助行动包括爱尔兰红十字会的“香草行动”（Operation Shamrock）以及瑞士红十字会的儿童救助行动。犹太难民救援组织Beriha在1945年1月将约5000名犹太人从波兰救援到罗马尼亚的行动中，也得到了红十字国际委员会的支持。1948年，红十字国际委员会发布了《红十字国际委员会关于其在第二次世界大战期间（1939年9月1日至1947年6月30日）的活动报告》。自1996年1月17日起，红十字国际委员会的档案对公众开放。

#### 二次世界大战后的红十字国际委员会
1949年8月12日，对两项基本的现有公约进行了根本性的修订，自此被称为《日内瓦第一公约》和《日内瓦第三公约》。两项新公约，即《日内瓦公约第二公约》“改善海上武装部队伤者、病者及遇船难者的命运”以及作为第二次世界大战最重要的后果之一的《日内瓦第四公约》“战时保护平民”，进一步扩大了人道主义国际法对其他群体的保护。
1977年6月8日的两项附加议定书在多个领域带来了进一步的重要补充。一方面，两项议定书首次整合了战争手段和方法的规则，以及与战斗行动相关的人员，即所谓的战斗人员的处理规则，纳入了日内瓦公约的框架。另一方面，第二议定书实现了国际红十字会长期以来追求的目标之一：将人道主义国际法的适用性扩展到非国际性武装冲突的情况，例如内战。如今，四项日内瓦公约及其两项附加议定书涵盖了600多条条款。
在其成立一百周年之际，国际红十字会（ICRC）在1963年第三次与联盟共同获得了诺贝尔和平奖。尽管获得了这种认可，并且在发展人道主义国际法方面取得了国际红十字会的成就，但其在冷战冲突期间的活动由于共产主义国家普遍持拒绝态度而受到严重限制，这种态度基于对委员会中立性的基本原则怀疑。因此，国际红十字会既不能参与印度支那战争，也不能参与越南战争，因为这些国家的政府严格拒绝了这一点。只有在1978/1979年越南入侵柬埔寨后，与联合国儿童基金会（UNICEF）的联合援助任务才改善了国际红十字会与共产主义国家社区之间的关系。在阿拉伯国家与以色列以及印度与巴基斯坦之间的冲突中，委员会的活动则没有受到这样的问题的影响。在1967年至1970年围绕尼日利亚比亚法拉地区的独立进行的比亚法拉战争中，委员会领导层在部署活动和与当地国家红十字会的合作方面遇到了困难。不满意于中立原则给委员会和法国红十字会工作带来的限制的法国医生，包括伯纳德·库什内尔，于1971年成立了援助组织无国界医生。在国际红十字会内部，比亚法拉冲突期间的事件导致了委员会成员与主席以及员工之间角色分配的根本性重新安排。特别是在实际部署活动领域，委员会的员工获得了更多的能力和影响力。
1982年阿根廷和英国之间的福克兰战争以双方与国际红十字会的模范合作以及对国际人道法规定的近乎完全遵守为特点。这使得委员会能够按照日内瓦公约相应地登记并适当照顾这场冲突中的大约11700名战俘。就伤员的供应而言，由于海战的原因，福克兰战争是自1949年公约签署以来相应日内瓦公约最广泛的应用。此外，委员会还成功达成了双方冲突方关于在福克兰首都斯坦利教堂周围地区设立中立的医疗和安全区的书面协议。冲突结束后九年，通过国际红十字会的调解，组织了大约300名家属对福克兰群岛上阵亡阿根廷士兵墓地的访问。

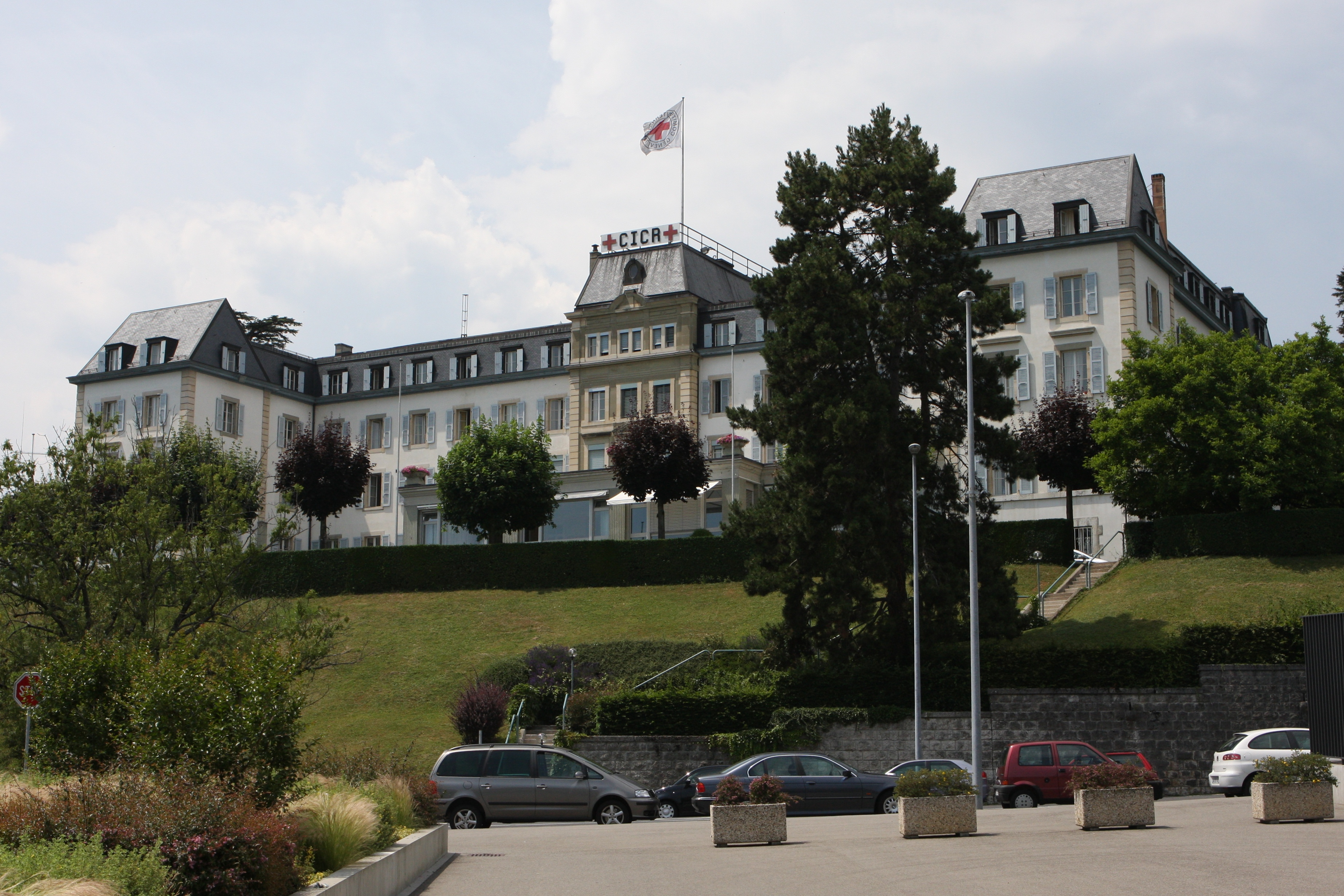
红十字国际委员会日内瓦总部

1990年10月16日，联合国大会决定邀请国际红十字会作为观察员参加其会议和委员会会议。相应的决议（A/RES/45/6）由138个成员国提出，并在第31次全体会议上未经表决通过。由于历史原因——参考索尔费里诺战役——该决议由当时的意大利共和国联合国大使维耶里·特拉克斯勒提出。这一决定首次将联合国大会的观察员地位授予了一个私人组织。1993年3月19日与瑞士联邦委员会达成的一项协议保证了国际红十字会在瑞士的活动完全独立和行动自由；其场所、档案和其他文件的不可侵犯性；委员会及其成员、代表和其他员工的广泛法律豁免权；免除所有联邦、州或地方级别的直接和间接税以及其他费用；自由的海关和支付往来；与其在瑞士的国际组织和外国外交代表的通信优惠相当的待遇；以及其成员、代表和员工在入境和出境方面的广泛便利。从1963年到2011年，国际红十字会在瑞士运营了自己的短波发射器，最初在日内瓦，然后从1974年起在沃索。

#### 1993年以后
自1993年以来，非瑞士国籍的人士也可以在国际红十字委员会工作，无论是在日内瓦总部还是在海外执行任务的代表。自那时以来，非瑞士国籍的员工比例不断增加，目前约占35%。然而，自1990年以来，国际红十字委员会也经历了一系列悲剧事件。历史上从未有如此多的代表在任务中牺牲。这一趋势主要归因于地方性和国内冲突的增多，以及冲突各方对日内瓦公约及其保护标志的缺乏尊重。
2022年1月，国际红十字委员会成为一次网络攻击的受害者，获取了超过50万人的数据，其中包括失踪人员及其亲属以及难民的相关信息。

#### 历任红十字国际委员会主席
以下是红十字国际委员会历任主席的名单：
- 吉约姆-亨利·杜福尔（1863–1864）
- 古斯塔夫·莫尼耶（1864–1910）
- 古斯塔夫·阿多尔（1910–1928）
- 马克斯·胡伯（1928–1944）
- 卡尔·雅各布·布克哈特（1945–1948）
- 保罗·吕格尔（1948–1955）
- 利奥波德·博瓦西耶（1955–1964）
- 塞缪尔·戈纳尔（1964–1969）
- 马塞尔·纳维尔（1969–1973）
- 埃里克·马丁（1973–1976）
- 亚历山大·海伊（1976–1987）
- 科内利奥·索马鲁加（1987–1999）
- 雅各布·凯伦贝格尔（2000–2012）
- 彼得·毛雷尔（2012–2022）
- 米里亚娜·斯波利亚里茨（2022年至今）[21]

在《红十字会国际委员会主席名单》中，可以找到详细的整体概览，包括生平数据、传记信息以及各任期内的重要事件。

### 红十字会与红新月会国际联合会

#### 从成立到1945年

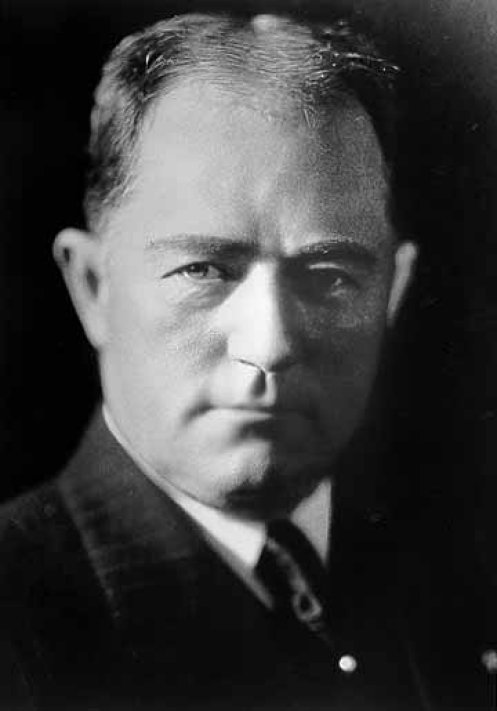
亨利·P·戴维森，红十字会联盟创始人

1919年5月5日，在当时美国红十字会主席亨利·P·戴维森的倡议下，英国、法国、意大利、日本和美国的国家红十字会在巴黎成立了红十字会联盟。该联盟的成立旨在将红十字会的活动扩展到超越国际红十字委员会严格任务范围的领域，包括对非战争引发的紧急情况（如技术事故和自然灾害）受害者的援助，这一倡议同样由美国红十字会推动。美国红十字会自成立以来就一直在和平时期开展援助行动，这一理念源于创始人克拉拉·巴顿。
联盟的成立在初期引发了一些争议，主要由于几个原因。首先，国际红十字委员会对两个组织之间可能出现的竞争有一定的担忧，认为联盟的成立可能会挑战国际红十字委员会的领导地位，并将其大部分任务和权力转交给一个多边机构。国际红十字委员会的领导层认为美国红十字会在其国际事务中的表现过于保守，影响力不足。此外，联盟的创立成员仅包括协约国及其盟国或附属国的国家红十字会。1919年5月制定的联盟章程还给予了参与创立的五个国家红十字会特殊地位，并在亨利·P·戴维森的推动下，赋予这些国家红十字会永久排除德国、奥地利、匈牙利、保加利亚和土耳其以及俄国红十字会的权利。这一条款违背了红十字会的普遍性和所有国家红十字会平等原则。此外，国际联盟的建立也对联盟的成立产生了影响。例如，《国际联盟章程》第25条规定，各国应促进和支持认可的志愿性国家红十字组织的建立和合作，以提升全球健康、预防疾病和减轻痛苦。
联盟成立后的第一次援助行动是对波兰伤寒疫情和饥荒受害者的援助。在成立后的头五年内，联盟发出了47次募捐呼吁，支持34个国家的救援行动。通过这些募捐行动，价值约6.85亿瑞士法郎的救援物资送到了包括俄罗斯、德国和阿尔巴尼亚的饥荒受害者、智利、波斯、日本、哥伦比亚、厄瓜多尔、哥斯达黎加和土耳其的地震受害者以及希腊和土耳其的难民等各地。
联盟的重要任务之一是支持国家红十字会建立青少年部门。联盟的第一次重大灾难援助行动是在1923年日本发生的地震，该次地震造成约20万人遇难。通过联盟的调解，日本红十字会收到了其他国家红十字会提供的总值约1亿美元的援助。

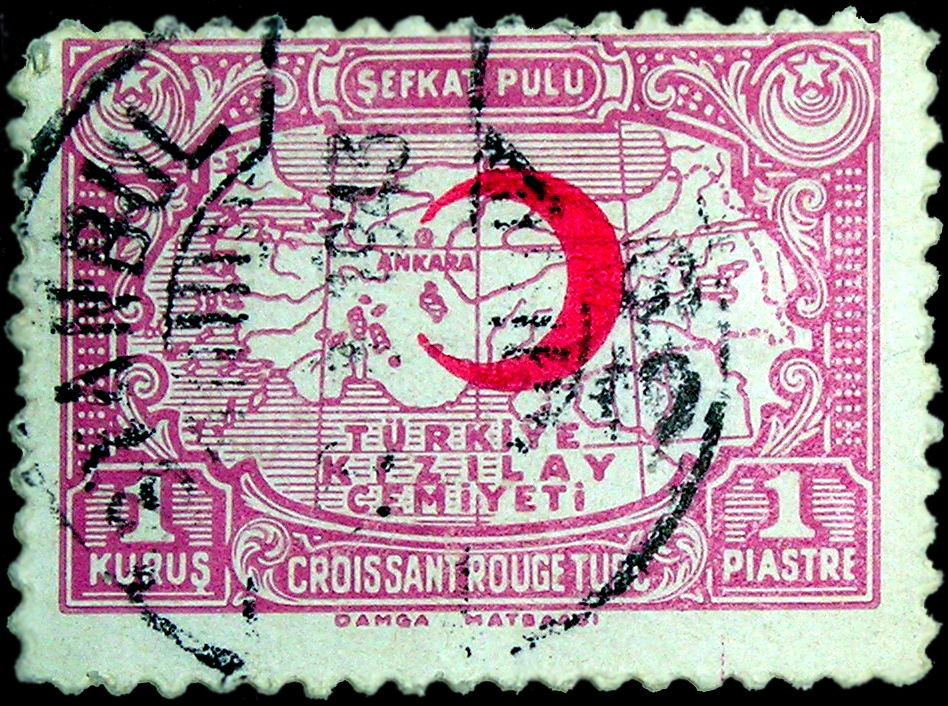
支持红新月会的土耳其邮票，1928 年

联盟与国际红十字委员会在俄国内战（1917–1922）中的合作标志着红十字运动首次在内战中发挥作用。在这次行动中，联盟在25个以上的国家红十字会的支持下，主要负责分发救援物资和援助受饥饿和疾病困扰的平民，而国际红十字委员会则通过中立的立场支持俄国及后来的苏联红十字会在冲突双方中的活动。为了协调国际红十字委员会和联盟之间的活动并解决两者之间的竞争，1928年成立了国际红十字会作为两者的联合组织。国际理事会作为国际红十字会的领导机构，后来的任务由常设委员会（Standing Commission）接管。同年，红十字运动的首次共同章程被制定，描述了国际红十字委员会和联盟的各自职责。在这次协商中，国际红十字委员会成功地维护了其在运动中的领导地位。翌年，红新月会和红狮红日两种新的标志被纳入《日内瓦公约》，与红十字会平等使用。伊朗是唯一一个使用红狮红日的国家（直到1980年），而红新月会成为几乎所有伊斯兰国家红十字会的标志。
在1935至1936年埃塞俄比亚与意大利之间的战争期间，联盟提供了约170万瑞士法郎的援助，这些援助因意大利拒绝与国际红十字会合作而全部用于援助埃塞俄比亚方面。在这场冲突中，29名在红十字会保护下工作的人因意大利军队的攻击而遇难。在1936至1939年的西班牙内战期间，联盟再次与国际红十字委员会合作，得到了41个国家红十字会的支持。1937年和1939年，联盟被时任国际红十字委员会主席马克斯·胡伯（Max Huber）提名为诺贝尔和平奖候选人，他同时还是国际法学会（Institut de Droit international）的成员。1939年，由于第二次世界大战的爆发，联盟将总部从巴黎迁至日内瓦，以便享受瑞士中立带来的保护。

#### 第二次世界大战后
二战结束不久后，一些政府和红十字会组织要求解散国际红十字委员会，并将其权力转移给红十字会联盟。对此，时任瑞典红十字会主席的福尔克·伯纳多特（Folke Bernadotte）提出了一个替代方案，即通过让每个国家的红十字会组织指派一名成员进入国际委员会，以合并委员会和联盟的职能。国际红十字委员会对这些建议的回应包括加强援助活动，并通过在1946年的会议上邀请国家组织和1947年的会议上邀请国家政府参与对日内瓦公约的修订，从而强调其在人道主义国际法领域的特殊地位。

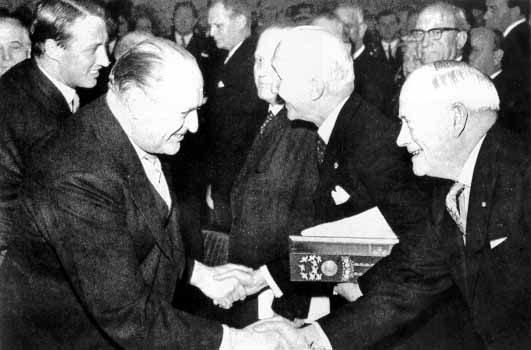
1963年诺贝尔和平奖颁发

1949年通过的新修订版日内瓦公约进一步巩固了委员会在联盟和国家组织面前的地位。三年后，1928年决定的运动章程首次进行了修订。1960年至1970年间，联盟的认可红十字会和红新月会组织数量大幅增长，到该十年末超过了100个。这一趋势部分归因于非洲和亚洲前殖民地的独立。1963年12月10日，联盟与国际红十字委员会共同获得了诺贝尔和平奖。
1983年10月11日，联盟更名为红十字与红新月会联盟。1986年，1965年制定的七项基本原则被纳入章程，并在同年进行了修订。此外，在章程修订过程中，“国际红十字会”的名称被弃用，改为新的官方名称“国际红十字与红新月运动”。1991年11月27日，联盟被更名为“国际红十字与红新月会联合会”（International Federation of Red Cross and Red Crescent Societies，IFRC）。
1994年10月19日，在联合国大会第38届全体会议上，联合会也被邀请作为观察员参加联合国及其委员会的会议（决议A/RES/49/2）。1997年，联合会与国际红十字委员会签署了塞维利亚协议，明确了两组织在国际行动中的职责。国际红十字委员会将一些职责转交给联合会，例如在没有武装冲突的国家对难民的照顾。
1996年，国际红十字委员会获得了巴尔赞人道、和平与民族兄弟奖。
2023年12月1日，国际红十字与红新月会联合会暂停了白俄罗斯红十字会的会员资格。
至今，联合会领导下最大规模的援助行动是2004年12月26日印度洋海啸灾难后的行动，参与者包括来自40多个国家的约22,000名志愿者。

#### 历任联合会主席
自2017年11月起，意大利人弗朗切斯科·罗卡（Francesco Rocca）担任国际红十字与红新月会联合会的主席。副主席包括：布里吉塔·加迪恩特（Brigitta Gadient），她以瑞士红十字会代表的身份担任副主席，以及来自不同世界地区的代表：凯瑞姆·基尼克（Kerem Kinik，土耳其）、米格尔·维拉罗埃尔（Miguel Villarroel，委内瑞拉）、阿卜杜勒·阿齐兹·贾洛（Abdoul Azize Diallo，塞内加尔）和陈竺（Chen Zhu，中国）。
历届主席（1977 年之前均被称为“主席”）是：
- 1919–1922：亨利·P·戴维森（美国）
- 1922–1935：约翰·巴顿·佩恩（美国）
- 1935–1938：卡里·特拉弗斯·格雷森（美国）
- 1938–1944：诺曼·戴维斯（美国）
- 1944–1945：约翰内斯·冯·穆拉尔特（瑞士）
- 1945–1950：巴兹尔·奥康纳（美国）
- 1950–1959：埃米尔·桑德斯特伦（瑞典）
- 1959–1965：约翰·A·麦考利（加拿大）
- 1965–1977：何塞·巴罗佐·查韦斯（墨西哥）
- 1977–1981：约瑟夫·阿德通吉·阿德法拉辛（尼日利亚）
- 1981–1987：恩里克·德拉·马塔（西班牙）
- 1987–1997：马里奥·维拉罗尔·兰德（委内瑞拉）
- 1997–2001：阿斯特丽德·N·海伯格（挪威）
- 2001–2009：胡安·曼努埃尔·苏亚雷斯·德尔·托罗·里韦罗（西班牙）
- 2009–2017：近卫忠辉（日本）

## 运动的组织结构

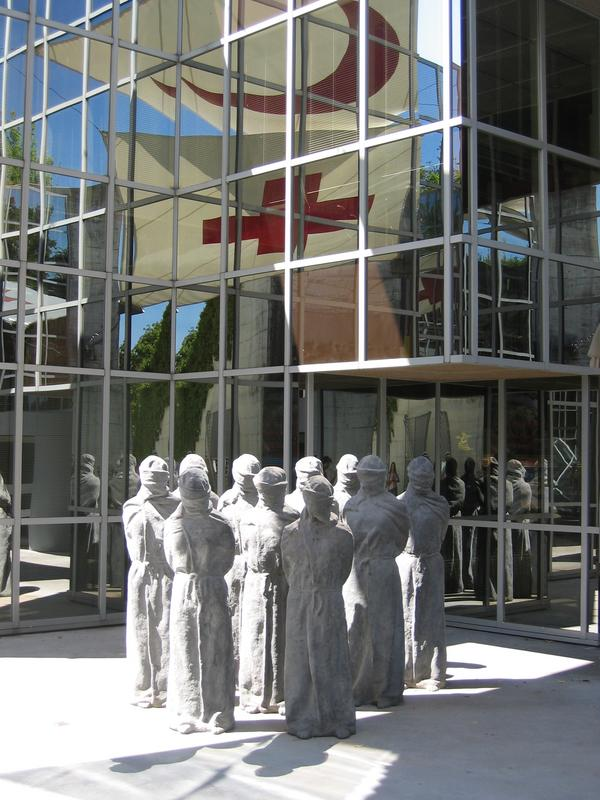
日内瓦国际红十字与红新月博物馆的入口

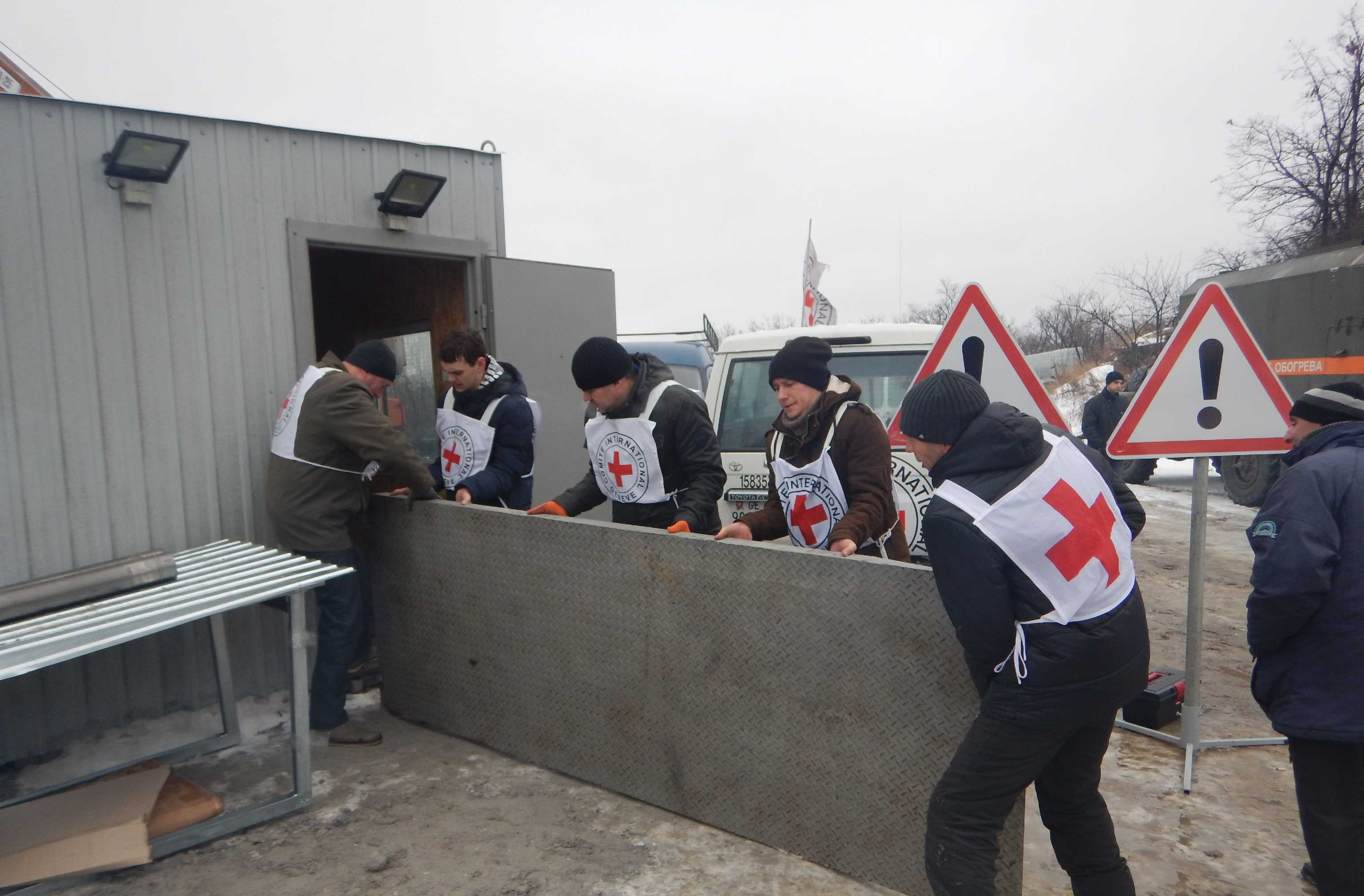
頓巴斯戰爭期間在盧甘斯克地區的紅十字會義工

全世界约有9700万人服务于红十字国际委员会、国际联合会和各国红会。运动拥有大约30万名全职工作人员。
1965年在维也纳召开的国际大会通过了运动各组成部分必须遵守的七大基本原则。这些原则于1986年被正式写入运动章程之中。

### 七大基本原则
人道
國際紅十字運動是由於意欲為戰場傷患提供無差別待遇之協助而萌生，應依其國際及本國之功能，致力於預防及減輕出現在任何地方之人類苦痛。其目的在於保護生命與健康；確保對人類的尊重，並促進世人相互之瞭解、友誼、合作與持久的和平。
公正
它不因國籍、種族、宗教信仰、階級或政治意見而有所歧視。它致力於解除個人之痛苦時，全是根據他們的需要行事，並優先考慮特別急迫的苦難個案。
中立
為求持續獲得各方的信任，紅十字運動於任何敵對情形中，不得採取支持其中一方之立場，亦不得在任何時候涉入具有政治、種族、宗教或意識型態本質之爭端。
獨立
國際紅十字運動有其獨立性。各國家紅十字會雖為其政府人道服務方面之輔佐機構，且需遵守各該國之法律，惟仍應永遠保有自主性，俾得在任何時候均能遵循紅十字運動之原則行事。
志願服務
國際紅十字運動乃志願救援之運動，並不企求任何利益。
統一
每一國家只能有一個紅十字會。它必須對全國公開，並在全部領土內推行人道工作。
普遍
國際紅十字運動遍及全世界，各紅十字會地位相等，也共負彼此互助之相同責任與義務。

## 运动的法定机构

### 红十字与红新月国际大会
红十字与红新月国际大会（旧译“国际红十字大会”）每四年召开一次，是国际红十字与红新月运动的最高审议机构。大会正式成员包括：
- 公认的各国红十字会与红新月会。截至2024年共有191个国家红会[27]。
- 红十字国际委员会
- 国际红十字与红新月联合会
- 1949年《日内瓦公约》缔约国的政府代表团

在每四年一届的国际大会召开的年份，代表会议的召开时间是在联合会全体大会之后，国际大会之前。代表会议负责提议主持国际大会和填补其他空缺的候选人。代表会议还负责制定国际大会临时议程。
国际大会的本质是缔约国代表和相关私人组织代表之间的会议，对共同关切地人道事项进行审议并作出决定。1863年10月，16个国家政府的代表、4个慈善机构的代表以及若干私人身份与会的个人在日内瓦召开国际会议，这是红十字运动的创始会议。这里私人救济团体现在成为各国红会。此处的各国政府则是最初的《日内瓦公约》缔约国。1864年8月22日日内瓦外交会议上订立了《改善战地武装部队伤员境遇的公约》。1867年在巴黎举行了第一届红十字国际大会。
- 1981年11月7日至14日，第24届红十字国际大会和第2次红十字国际协会全体大会在菲律宾马尼拉举行。卫生部部长兼中国红十字会会长钱信忠率团参加。
- 1986年第25届红十字国际大会决定暂定种族隔离的南非共和国政府出席。此后，由于实际原因（包括费用），国际大会一直在瑞士日内瓦举行。
- 1995年召开第26届红十字红新月国际大会。
- 1999年10月31日至11月6日第27届红十字与红新月国际大会：与会者包括176个国家红会代表团和188个日内瓦公约签约国政府代表团。第27届国际大会以“人道的力量”为主题。中国常驻日内瓦办事处和瑞士其他国际组织代表团乔宗淮大使为团长的中国政府代表团和以中国红十字会常务副会长王立忠为团长的中国红十字会代表团出席了这次国际大会
- 2003年12月 第28届红十字与红新月国际大会
- 2006年6月20日第29届红十字与红新月国际大会
- 2007年11月26日至30日第30届红十字与红新月国际大会
- 2011年11月28日至12月1日 第31届红十字与红新月国际大会
- 2015年12月8日 第32届红十字与红新月国际大会
- 2019年12月 第33届红十字与红新月国际大会
- 2024年10月 第34届红十字与红新月国际大会[28]

### 红十字与红新月常设委员会
红十字与红新月常设委员会（兼称“常设委员会”）是国际红十字与红新月运动的常设领导机构，系间隔四年举行的红十字与红新月国际大会两届期间的大会代表机构，执行《国际红十字与红新月运动章程》第十八条规定的职能。在日内瓦有常设委员会的常驻行政秘书处。常设委员会是国际大会的受托人。

### 国际红十字与红新月运动代表会议
国际红十字与红新月运动代表会议（简称“代表会议”），是运动各成员的代表集会及讨论有关本运动集体事宜的机构。国际红十字与红新月运动每两年召开一次国际红十字与红新月运动代表会议（Council of Delegates Meetings）。
代表会议成员包括各国红会、红十字会与红新月会国际联合会和红十字国际委员会的代表团。每个代表团均有平等的权利，即一票表决权。
代表会议通常是在四年一度的国际联合会全体大会（General Assembly）召开后举办。全体大会和代表会议构成了红十字红新月法定会议（Red Cross Red Crescent Statutory Meetings）。
代表会议职能：
1. 代表会议在本章程的范围内，应对国际大会、常设委员会、各国红会、国际委员会或国际联合会可能提出的有关本运动的所有问题发表意见，或在必要时做出决议。然而，代表会议不能给出、通过和做出与国际大会已经通过的决定相矛盾的意见、决议或决定。
2. 如在国际大会开幕前举行会议，代表会议应：
  1. 向国际大会提出担任第十一条第3节所提的职务的人选；
  2. 通过国际大会的暂定议程。
3. 在本章程范围内，代表会议以决议形式通过决定、建议和宣言。
4. 尽管有第十条第7节的一般规定，代表会议可由出席会议而又参加表决的代表的三分之二多数修改亨利·杜南奖章规则。
5. 代表会议可向国际大会提出任何问题。
6. 代表会议可向本运动任何成员提出问题，要求考虑。
7. 必要时，代表会议可由出席会议而又参加表决的代表三分之二多数通过设立附属机构，指明任务、任期和成员。
8. 对于按本章程专属国际大会权限以内的任何问题，代表会议不得作最后决定，也不得做出同国际大会决议相抵触的决定，或国际大会已经决定可保留列入下届会议议程的问题的决定。

代表会议程序：
1. 在每届国际大会前，召开代表会议；任何时候如有三分之一的国家红会或国际委员会、国际联合会或常设委员会要求，代表会议也可召开。原则上，代表会议与每届国际联合会大会同期召开；代表会议也可主动召开会议。
2. 代表会议选举其主席和副主席。代表会议、国际联合会大会以及同时召开的国际大会，应由不同的人主持。
3. 代表会议的所有参加者应尊重基本原则，提交代表会议的所有文件亦应遵循这些原则。为了使会议的讨论赢得大家的信任，主席和所有当选负责主持会议的官员应确保任何发言人不管在何时都不得涉及政治、种族、宗教和意识形态性质的争端。
4. 除有资格参加代表会议的成员外，如代表会议没有另作决定，第十八条第4节（3）款提到的那些来自即将被承认的国家红会（即在可预见的将来有可能得到承认的国家红会）的观察员，可参加代表会议。
5. 代表会议应努力按议事规则规定的全体一致的原则通过决议，如达不到全体一致，将根据议事规则进行表决。
6. 代表会议应遵循议事规则。在必要时，代表会议可以出席会议而参加表决的成员的三分之二多数对议事规则加以补充，除非国际大会另有决定。

## 运动内部的各国红会

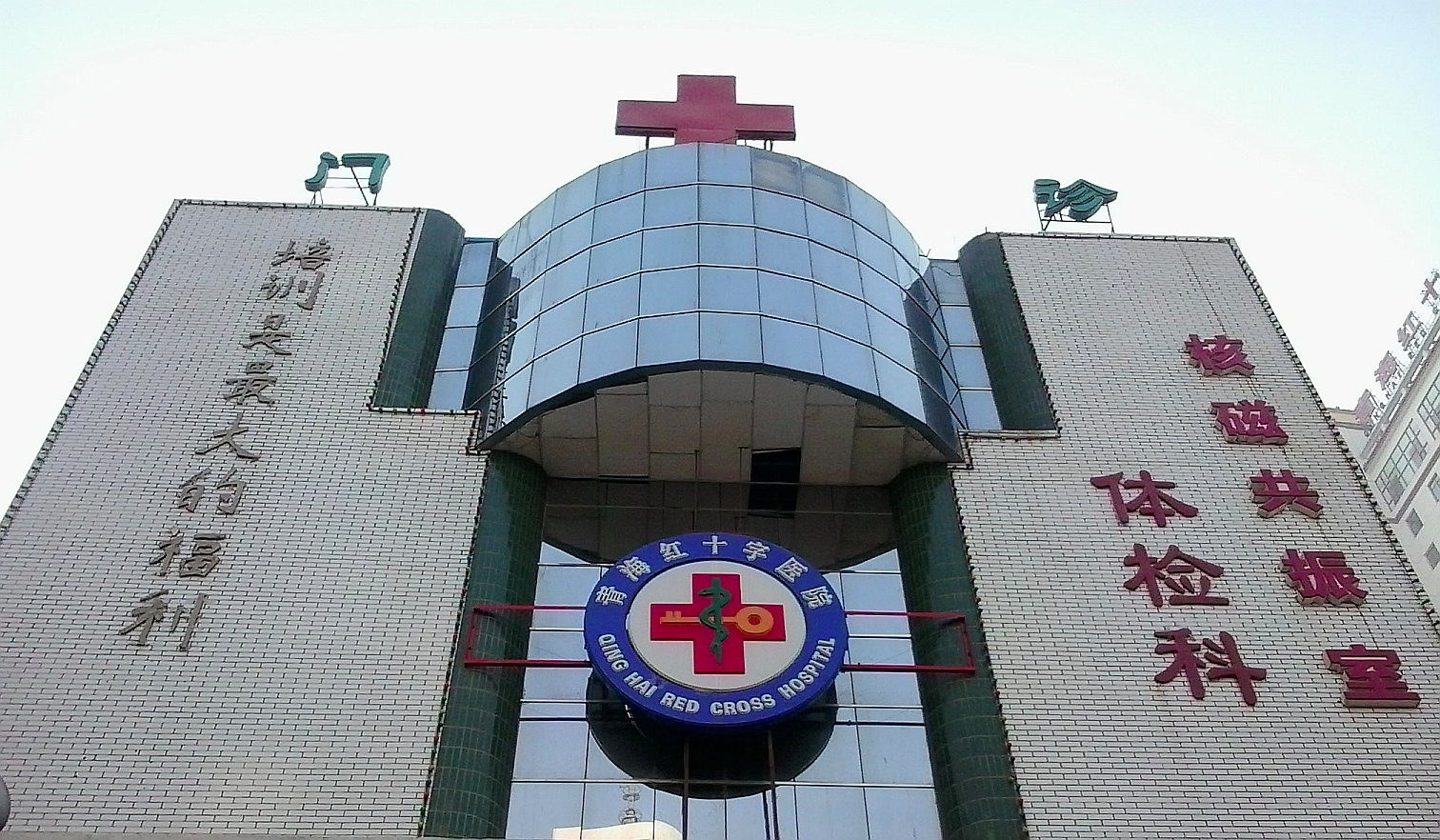
中國青海紅十字醫院

### 对国家红会的正式承认
全世界几乎每个国家或地区都有一个国家/地区红十字会或红新月会。在各国及地区内部，国家/地区红会承担国际人道法所规定的国家救护协会所应承担的职责。在运动内部，红十字国际委员会在法律上负责承认一个救护协会成为正式的国家红十字会或红新月会。认可的具体条款在运动章程中有明确规定。章程第四条包含了“承认各国红会的条件”。
一个国家的红会如欲得到第五条第2节（2）款的承认，须具备下列条件：
1. 它应建立在一个独立的国家领土上，而且改善战地武装部队伤者病者境遇之日内瓦公约已經在该国生效。
2. 是该国唯一的全国性的红十字会或红新月会，并由一个中央机构领导；在与本运动的其他成员交往时，中央机构是唯一有资格代表该会的。
3. 本国合法政府已經依照日内瓦公约和国家立法正式承认它为志愿救护团体，担任政府当局的人道主义工作助手。　
4. 具有独立的地位，从而得以按照本运动的基本原则进行活动。　
5. 采用日内瓦公约及其附加议定书所规定的一个名称及特殊标志。　
6. 组织机构应能便于履行该会章程所确定的任务，并在乎时就做好准备，一旦发生武装冲突，应能履行公约所规定的法定任务。　
7. 该会活动须遍及该国领土。　
8. 在吸收志愿工作者和专职工作人员时，不得考虑种族、性别、阶级、宗教和政治见解。　
9. 严守本章程，爱护团结本运动各成员的友谊，并与本运动各成员合作。　
10. 尊重本运动的基本原则，以国际人道主义法指导其活动。

在获得红十字国际委员会的承认之后，该国家红会将被接纳为红十字会与红新月会国际联合会的成员。

## 標誌歷史
目前，在各國紅十字會與紅新月會國標聯合會協會的186個成員中，使用紅十字標誌的有152個，使用紅新月標誌的有33個，餘下1個採用紅水晶標誌。此外，前蘇聯是唯一同時使用兩種標誌的紅十字組織。

### 紅十字

瑞士國旗，紅十字會標誌來源於瑞士國旗

紅十字的旗幟是在1863年成為紅十字會的官方標誌。
红十字国际委员会的前身“伤兵救护国际委员会”由瑞士銀行家亨利·杜南创立。因此，他的生日5月8日被定为“世界红十字和红新月日”，而红十字也成了一个标志，和他祖国瑞士的国旗的颜色相反。採取瑞士國旗（紅底白十字）的反樣作為紅十字標幟外，其簡單易於辨識的圖樣，對於戰地任務的執行有其保護的作用。
奥斯曼帝国曾認為紅十字會的標誌是起源於基督教，為了避免這類說法，红十字會在1906年時提出红十字是故意和瑞士国旗的颜色相反，不過沒有此一起源的確切證據。

### 紅新月

土耳其國旗，紅新月會標誌源自此

伤兵救护国际委员会1875年更名为红十字国际委员会（International Committee of the Red Cross），此后向外扩展至伊斯兰国家，但因为十字是基督教的宗教符号，伊斯兰教徒不愿意接受，所以1876年奥斯曼帝国采用了“红新月”标志。红新月標誌最早是在俄羅斯及土耳其的戰爭（1876–1878）時開始使用。在1929年成為正式的標誌。目前已有33個穆斯林世界的國家認可此一標誌。紅新月旗是源自奥斯曼帝国旗幟中的新月，但紅色部份和奥斯曼帝国恰好相反。

### 紅獅日

萨非王朝國旗，紅獅日會標誌源自此

伊朗王国采用了古老的狮子和太阳图案组成的“红狮日”标志。1929年红十字国际委员会承认了这两个符号。1980年，伊朗在伊斯兰革命后废弃了“红狮日”标志，和其他伊斯兰教国家一样采用红新月作为标志。国际红十字运动于1986年更名为“国际红十字与红新月运动”。而红十字会联盟则于1983年更名为“红十字会与红新月会联盟”（英语：League of Red Cross and Red Crescent Societies），又于1991年更名为“红十字会与红新月会国际联合会”。

### 紅水晶

新标志：红大卫盾会可在獲允许使用的国家中使用

2005年12月8日，国际红十字和红新月运动取得了第三个标志“红水晶”。紅水晶標誌採用白底、空心紅色菱形設計，解決紅十字或紅新月標誌所帶來的宗教及政治等爭拗。“红水晶”的启用为以色列红大卫盾会加入国际红十字与红新月运动提供了方便。2007年1月14日，国际红十字与红新月运动正式启用了“红水晶”标志。以色列以紅水晶作為識別標幟加入國際紅十字組織，並於2007年1月14日起正式啟用。

### 紅大衛之星

红大卫盾会标志（仅能用于以色列境内使用）

从创立到2006年，以色列红大卫盾会一直未能成为国际红十字与红新月运动的一员，因为该组织拒绝使用帶有基督教及伊斯蘭教意味的紅十字及紅新月標誌，而堅持使用己方帶有猶太教色彩的红大卫盾标志。
被拒的理由主要是考虑到标志泛滥的问题；1929年大会通过了红新月及红狮日标志，但对接受更多标志实施了限制。而红大卫盾标志直到1931年才提交给红十字国际委员会。

## 1996年人質危機指控
澳洲ABC电视及原住民權益團體Friends of Peoples Close to Nature在1999年發表了一部名叫《Blood on the Cross》的紀錄片。紀錄片指控在1996年世界自然基金会的Mapenduma人質危機，當西方人員和印尼人員成為分離主義的人質時，红十字會和英國及印尼部隊涉及在西巴布亚南方高地的屠殺事件。
在紀錄片發表之後，红十字會任命紅十字會以外的獨立人士調查此一指控以及相關的責任，後來是任命Piotr Obuchowicz進行調查。後來的報告明確的指出，红十字會涉及衝突一事並非事實，當時有一台白色的直昇機可能用來進行軍事任務，但這台白色直昇機不是紅十字會直昇機，當時應該塗上了該區域軍事組織的圖案。也許有用到紅色十字的圖案，但沒有明確證據，這是為了救援人質的軍事行動中的一部份，不過刻意的讓當地民眾認為紅十字會直昇機要降落，報告也指出红十字會應該更快，更徹底的調查此一事件。

## 外部連結
- 红十字国际委员会（页面存档备份，存于）（简体中文）
- 红十字会与红新月会国际联合会（页面存档备份，存于）（简体中文）
- 国际红十字与红新月博物馆（简体中文）
- 红十字红新月杂志（页面存档备份，存于）（英文）